# (74094) 1998 QU8
(74094) 1998 QU8 – planetoida z pasa głównego asteroid okrążająca Słońce w ciągu 4,19 lat w średniej odległości 2,6 j.a. Odkryta 17 sierpnia 1998 roku.